# 约尔格·沃伊特
约尔格·沃伊特（德語：Jörg Woithe，1963年4月11日—），德国前男子游泳运动员。他曾代表东德获得1980年夏季奥运会男子100米自由泳金牌和4×200米自由泳接力银牌。